# Eduardo Martínez Somalo
Eduardo Martínez Somalo, španski rimskokatoliški duhovnik, škof in kardinal, * 31. marec 1927, años de Río Tobía, † 10. avgust 2021, Vatikan

## Življenjepis
19. marca 1950 je prejel duhovniško posvečenje. 12. novembra 1975 je bil imenovan za naslovnega nadškofa Thagore in za apostolskega nuncija v Kolumbiji; 13. decembra istega leta je prejel škofovsko posvečenje. 5. maja 1979 je postal državni uradnik Rimske kurije,
28. junija 1988 je bil povzdignjen v kardinala in imenovan za kardinal-diakona SS. Nome di Gesù. 1. julija istega leta je postal prefekt Kongregacije za božansko čaščenje in za disciplino zakramentov. 21. januarja 1992 je postal prefekt Kongregacije za ustanove posvečenega življenja in družbe apostolskega življenja in 5. aprila 1993 camerlengo. 9. januarja 1999 je bil imenovan za kardinal-duhovnika SS. Nome di Gesù.
11. februarja 2004 se je upokojil. Med leti 1993 in 2007 je imel funkcijo kamerlenga Rimskokatoliške cerkve in je leta 2005 v tej vlogi poskrbel za vsa opravila ob smrti papeža Janeza Pavla II in izvolitvi novega papeža Benedikta XVI. Umrl je 10. avgusta 2021 v Vatikanu.